# BirthDay/Atonement
「BirthDay / Atonement」（バースデー アトネメント）は、日本のヒップホップMC、TOCの1枚目のシングルである。2013年10月4日にVillage Againから発売された。

## 概要
- HilcrhymeのMC TOCのソロデビューシングル。
- TOCの誕生日である10月4日にリリースされた。
- 両A面シングルである。
- 2曲ともPVが制作され、初回限定盤にその映像が収録されている。
- 本シングルの2曲は翌年発売されたアルバム『IN PHASE』に収録されている。

## 収録曲
1. BirthDay
作詞：TOC、Pro:ZETTON
テーマは「TOC誕生、始動」
今までHilcrhymeのMC TOCとしての顔のみで活動していたが、ソロデビューするにあたって新しく「TOC」の誕生として書かれた曲。
歌詞中に自身の誕生である10月4日が入れられている。
2. Atonement
作詞：TOC、Pro:ZETTON
テーマは「贖罪」
この曲に関してTOCは「ひたすらHipHopに謝りたかった8年クラブで歌い、そしてメジャーシーンに行き、違う舞台で5年。足して13年音楽に携わり感じた事。情愛、葛藤、決別、謝罪、覚悟、色んな思いが詰まり過ぎてる。」と語っている。